# Velenov
Velenov település Csehországban, a Blanskói járásban. Velenov Okrouhlá, Suchý, Valchov, Boskovice, Žďárná és Benešov településekkel határos. Lakosainak száma 261 fő (2024. január 1.).

## Népesség
A település lakosságának változását az alábbi diagram mutatja:
| Lakosok száma | 271  | 338  | 382  | 326  | 242  | 216  | 240  | 256  | 249  | 261  |
|               | 1869 | 1900 | 1921 | 1961 | 1980 | 2011 | 2016 | 2019 | 2021 | 2024 |